# Rotámetro

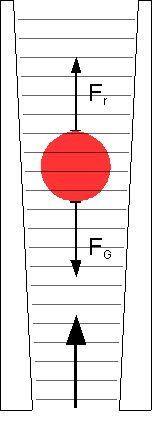
Esquema de funcionamiento de un rotámetro.

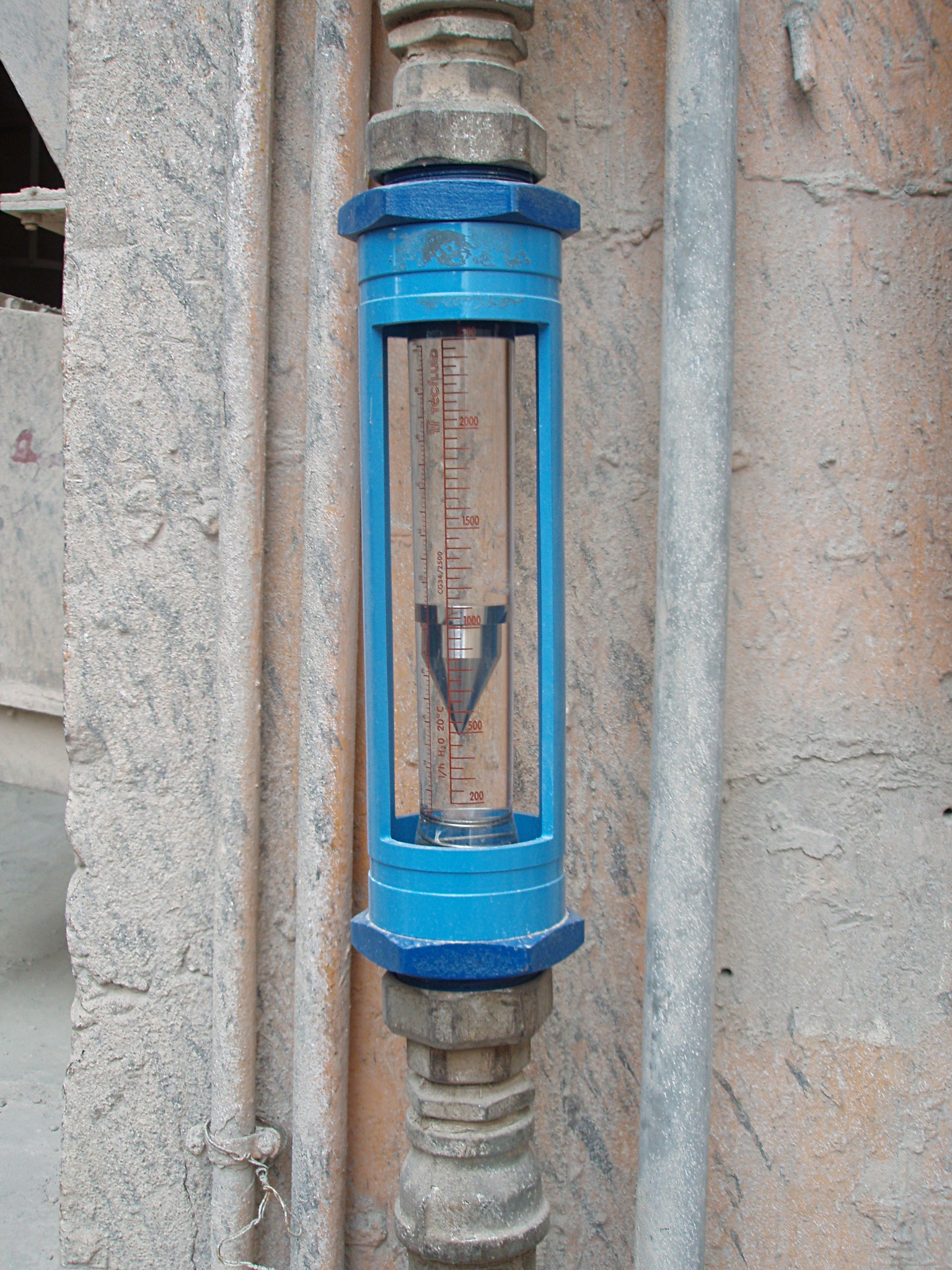
TecFluid-CG34-2500 para medición de flujo de agua.

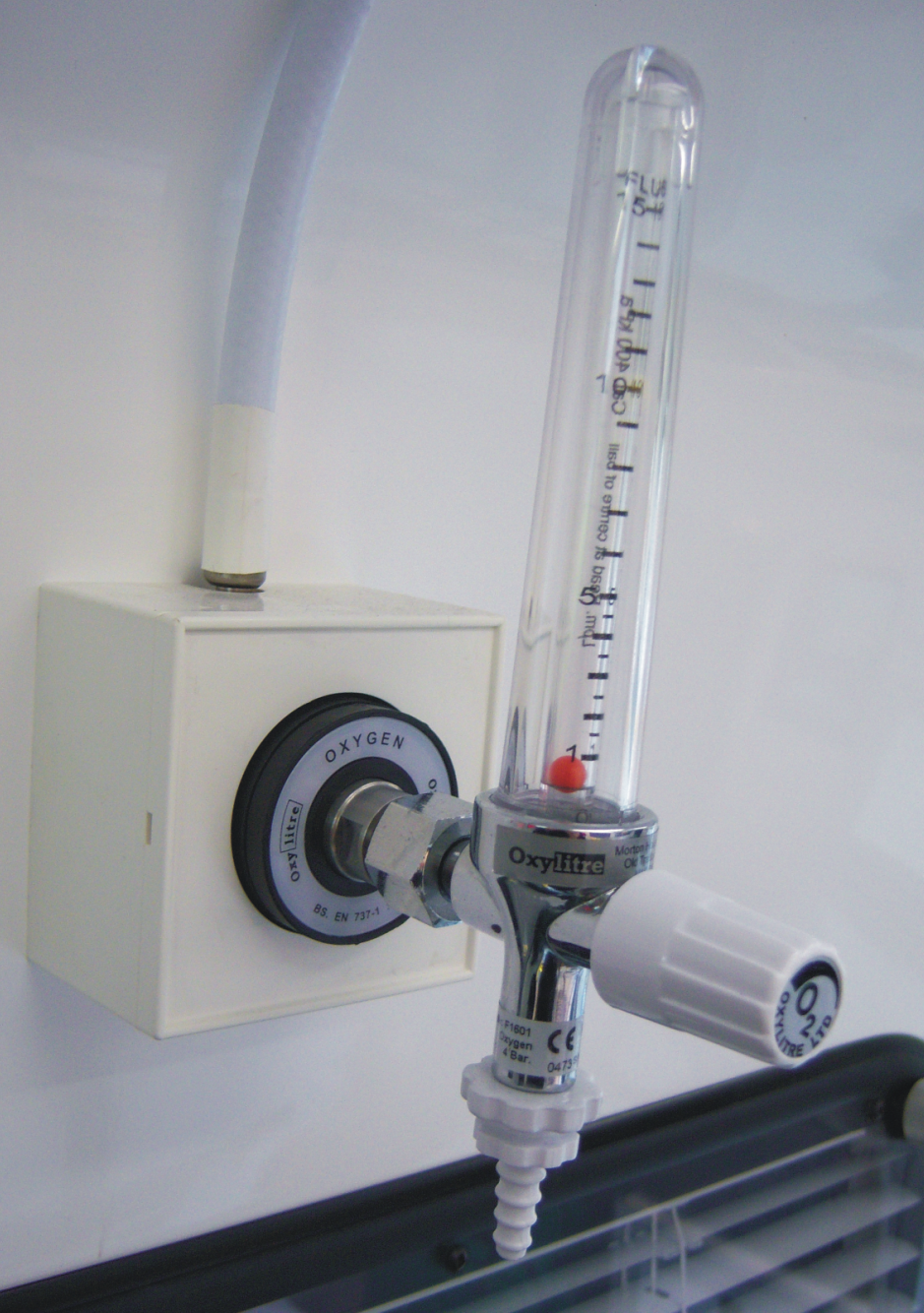
Regulador de oxígeno para medicina con rotámetro.

Un rotámetro es un dispositivo que mide el caudal volumétrico de fluido que circula por un tubo cerrado.
Pertenece a la clase de elementos de medición denominados caudalímetros de área variable, los cuales miden el caudal permitiendo que la sección transversal por donde pasa el fluido varíe, produciendo un efecto medible.

## Descripción
Un rotámetro consiste en un tubo cónico, típicamente hecho de vidrio con un 'flotador' (un peso conformado, hecho de aluminio anodizado o de cerámica), el cual es empujado hacia arriba por la fuerza de arrastre del flujo y hacia abajo por la gravedad. La fuerza de arrastre para un fluido dado y la sección transversal del flotador es una función de la velocidad de flujo al cuadrado solamente, ver la ecuación de arrastre.
Un caudal volumétrico más alto a través de un área determinada aumenta la velocidad de flujo y la fuerza de arrastre, por lo que el flotador es empujado hacia arriba. Sin embargo, como el interior del rotámetro tiene forma de cono (se ensancha), el área alrededor del flotador a través de la cual fluye el medio aumenta, por lo que la velocidad del flujo y la fuerza de arrastre disminuyen hasta que se establece un equilibrio mecánico con el peso del flotador.
Los flotadores tienen muchas formas diferentes, siendo las esferas y elipsoides las más comunes. El flotador puede estar ranurado en diagonal y parcialmente coloreado para que gire axialmente a medida que pasa el fluido. Esto muestra si el flotador está atascado, ya que solo rotará si está libre. Las lecturas generalmente se toman en la parte superior de la parte más ancha del flotador; el centro para un elipsoide, o la parte superior para un cilindro. Algunos fabricantes usan un estándar diferente.
Paradójicamente el denominado "flotador" no debe flotar en el fluido: o sea debe tener un peso superior al peso del volumen de fluido que desplaza (principio de Arquímedes), sino flotaría hasta el extremo superior de la escala aun cuando no hubiera caudal.
La naturaleza mecánica del principio de medición proporciona un dispositivo de medición de flujo que no requiere energía eléctrica. Si el tubo está hecho de metal, la posición de flotación se transfiere a un indicador externo a través de un acoplamiento magnético. Esta capacidad ha ampliado considerablemente el rango de aplicaciones para el medidor de flujo de área variable, ya que la medición puede observarse de forma remota desde el proceso o usarse para control automático.

## Ventajas
- Un rotámetro no requiere energía externa o combustible, solo usa las propiedades inherentes del fluido, junto con la gravedad, para medir el caudal.[3]
- Un rotámetro es también un dispositivo relativamente simple que puede fabricarse en masa con materiales baratos, lo que permite su uso generalizado.
- Como el área del paso del flujo aumenta a medida que el flotador se mueve hacia arriba por el tubo, la escala es aproximadamente lineal.[2]
- Se utiliza vidrio transparente que es altamente resistente a tensiones térmicas y a la acción química.

## Desventajas
- Debido a su dependencia de la capacidad del fluido o gas para desplazar el flotador, las graduaciones en un rotámetro dado solo serán precisas para una sustancia dada a una temperatura dada. La propiedad principal de importancia es la densidad del fluido; sin embargo, la viscosidad también puede ser significativa. Los flotadores están diseñados idealmente para ser insensibles a la viscosidad; sin embargo, esto rara vez se puede verificar a partir de las especificaciones del fabricante. Se pueden usar rotámetros separados para diferentes densidades y viscosidades, o se pueden usar escalas múltiples en el mismo rotámetro.[1]
- Debido a que la operación de un rotámetro depende de la fuerza de gravedad para la operación, un rotámetro debe estar orientado verticalmente. Se puede producir un error significativo si la orientación se desvía significativamente de la vertical.
- Debido a la indicación de flujo directo, la resolución es relativamente pobre en comparación con otros principios de medición. La incertidumbre de lectura empeora cerca del final de la escala. Las oscilaciones del flotador y el paralaje pueden aumentar aún más la incertidumbre de la medición.[1]
- Como el flotador debe leerse a través del medio que fluye, algunos fluidos pueden oscurecer la lectura. Se puede requerir un transductor para medir electrónicamente la posición del flotador.
- Los rotámetros no se adaptan fácilmente para la lectura por máquina; aunque los flotadores magnéticos que conducen a un seguidor fuera del tubo están disponibles.[1]
- Los rotámetros generalmente no se fabrican en tamaños superiores a 150 mm, pero los diseños con derivación a veces se usan en tuberías muy grandes.[2]